# Schloss Talkhof
Schloss Talkhof (estnisch Puurmani mõis) ist ein Schloss im Dorf Puurmani, Kreis Jõgeva (historisch: Kreis Laisholm), Estland. Das Schloss ist als Kulturdenkmal geschützt.

## Geschichte
Am Ort bestand eine Komturei des Livländischen Ordens. Zwischen 1343 und 1560 sind 13 Komture belegt. Am Ort bestand später ein Gut der baltendeutschen Familien von Buhrmeister und von Manteuffel. Von 1877 bis 1881 wurde das heutige Schloss im Stil der Neorenaissance erbaut. Im Jahr 1919 wurde das Herrenhaus verstaatlicht und beherbergt seit 1923 eine Schule.

## Nachweise
1. ↑  Puurmani Herrenhaus Hauptgebäude. Nationales Kulturerberegister, abgerufen am 17. November 2012 (englisch).
2. ↑  Karl Woldemar von Löwis of Menar: Burgenlexikon für Alt-Livland. Walters und Rapa, Riga 1922, S. 115 (Digitalisat).
3. ↑  Geschichte des Herrenhauses von Puurmani. Puurmani-Gymnasium, abgerufen am 9. August 2021 (estnisch).
4. ↑  Puurmani/Schloß Talkhof. Abgerufen am 1. Januar 2021.